# ブルーメ Bl.502
ブルーメ Bl.502
- 用途：多用途機
- 製造者：
- 初飛行：1957年3月14日
- 生産数：2機

ブルーメ Bl.502（Blume Bl.500及びBlume Bl.500とBl.503）は、1950年代遅くに西ドイツでヴァルター・ブルーメ博士により設計された4座の軽飛行機である。
Bl.502はブルーメ設計のアラド Ar 79から派生した機体であり、片持ち式低翼単葉の主翼に引き込み式降着装置を持つ全金属性構造といった点は共通していた。試作機のBl.500はブルーメのためにフォッケウルフ社の工場で製作され、出力112 kW (150 hp)のライカミング O-320を搭載していた。この機体は改良型で西ドイツの型式認定を取得したBl.502へと繋がり、全般的には類似していたがより高出力のエンジンを搭載したBl.503と共に販売に供された。しかし発注は得られず、ブルーメはこの計画をあきらめた。

## 派生型
- Bl.500 - 試作機
- Bl.502 - 量産型となる予定のライカミング O-320を搭載した型
- Bl.503 - 提案された量産型のライカミング O-360を搭載した型

## 要目
(Bl.502)
- 乗員：1名
- 乗客：3名
- 全長：8.15 m (26 ft 9 in)
- 全幅：10.50 m (34 ft 5 in)
- 全高：2.40 m (7 ft 11 in)
- 翼面積：15.0 m2 (161 ft2)
- 空虚重量：670 kg (1,477 lb)
- 最大離陸重量：1,120 kg (2,469 lb)
- エンジン：ライカミング O-320-A レシプロエンジン、112 kW (150 hp)
- 最大速度：250 km/h (155 mph)
- 巡航高度：4,800 m (15,750 ft)
- 航続距離：900 km (559 miles)
- 上昇率 : 5.3 m/s (1,050 ft/min)